# Modestus von Kärnten

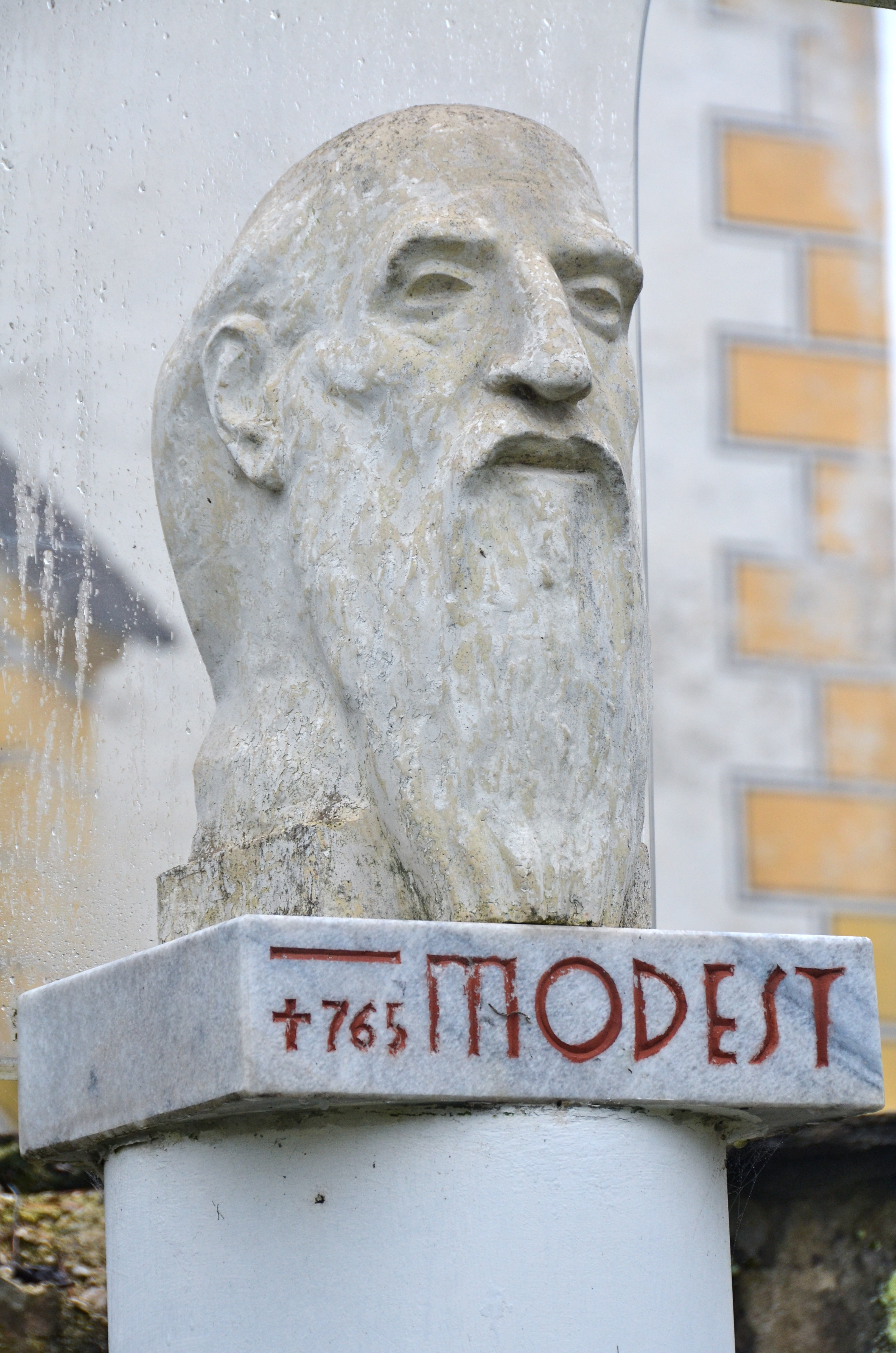
Büste im Kunstpark Suetschach/Feistritz im Rosental (Bildhauer France Gorše)

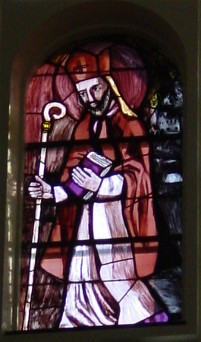
Kirchenfenster in der Pfarrkirche Liesing gestaltet von Martin Häusle

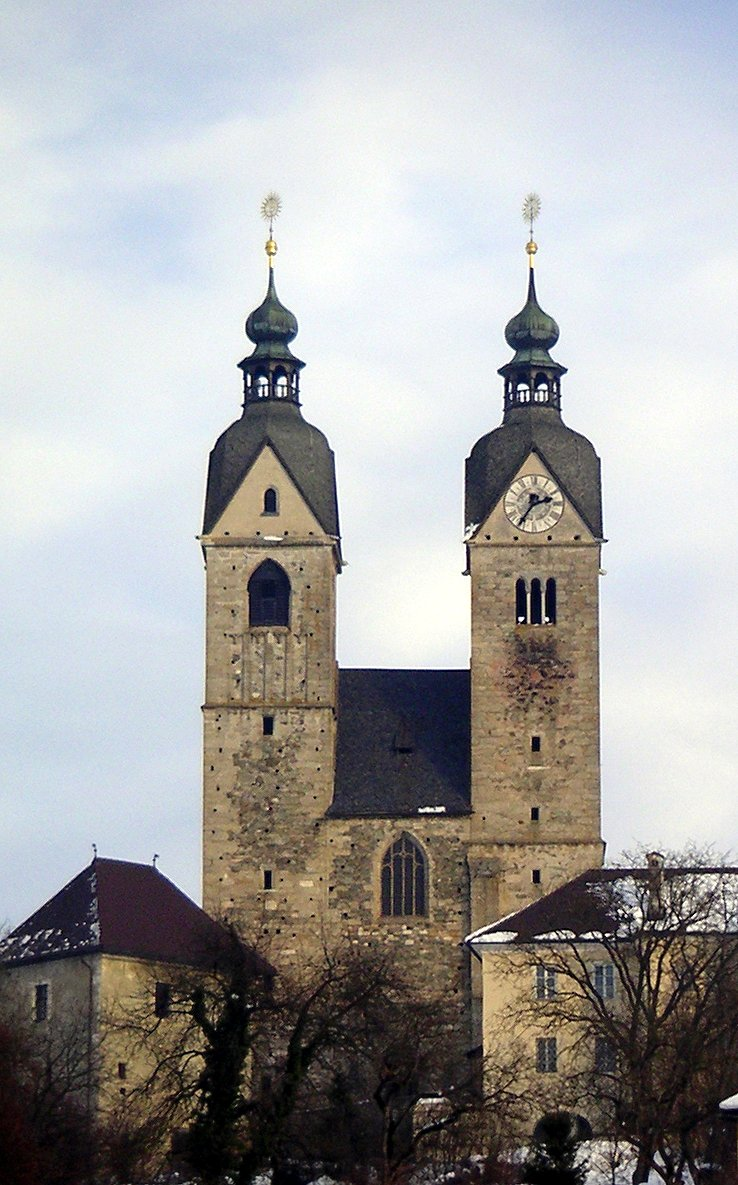
Marienkirche von Maria Saal

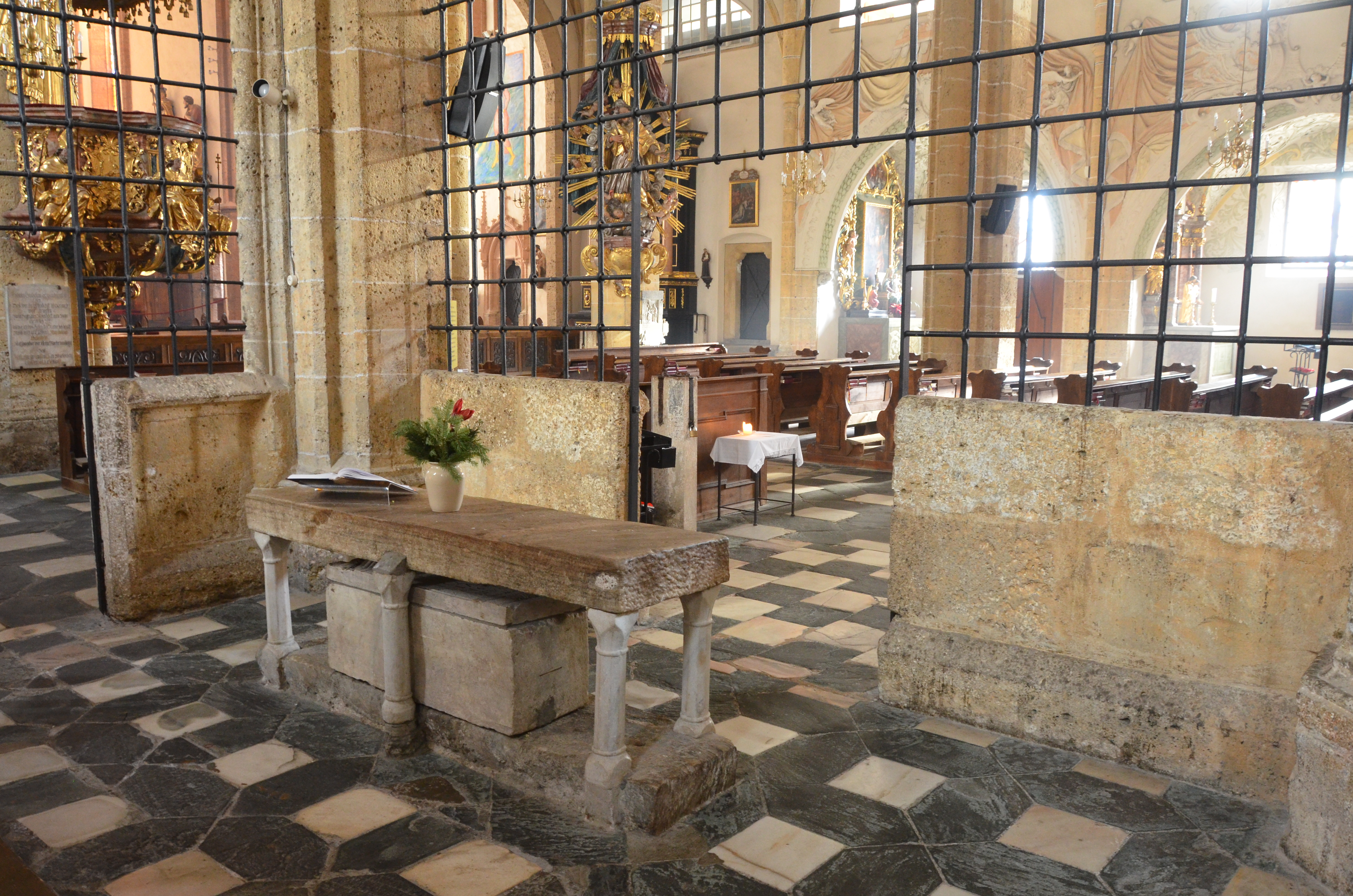
Grab mit den angeblichen Überresten des Modestus in der Marienkirche

Modestus († vor 772 wahrscheinlich in Irland) war ein heiliger Missionsbischof in Kärnten.

## Leben
Modestus stammte wahrscheinlich aus Irland. Virgilius von Salzburg schickte ihn auf Bitte des Slawenherzogs Cheitumar um 757 gemeinsam mit mehreren Priestern als Missionar nach Karantanien. Modestus war Chorbischof (episcopus missus), ein von Salzburg abhängiger Bischof ohne eigene Diözese. Er errichtete eine Marienkirche, wahrscheinlich eine Vorgängerin jener Marienkirche von Maria Saal, gegenüber der Karnburg in der Nähe der römischen Stadt Virunum. Von hier aus wirkte er im ganzen Land, lehrte, verkündete das Evangelium und weihte Priester. Nach der Conversio Bagoariorum et Carantanorum („… ecclesiam Sanctae Mariae et aliam Liburnia civitate, seu ad Undrimas et in aliis plurimis locis …“) baute und weihte er neben Maria Saal Kirchen in St. Peter im Holz (der ehemaligen römischen Bischofsstadt Teurnia) und im steirischen Ingeringtal (ad Undrimas). Diese letzte Kirche vermutet man in Ingering bei Knittelfeld oder in Fohnsdorf.
Seine (angeblichen) Überreste werden in Maria Saal verehrt. Die nach dem Tode des Modestus kurzzeitig unterbrochene Mission der Karantaner wurde ab 772 mit weiteren Chorbischöfen und Missionspriestern fortgesetzt.

## Gedenktag
Gedenktage sind der 24. November in der Diözese Gurk oder der 3. Dezember.